# Csikó csillagkép

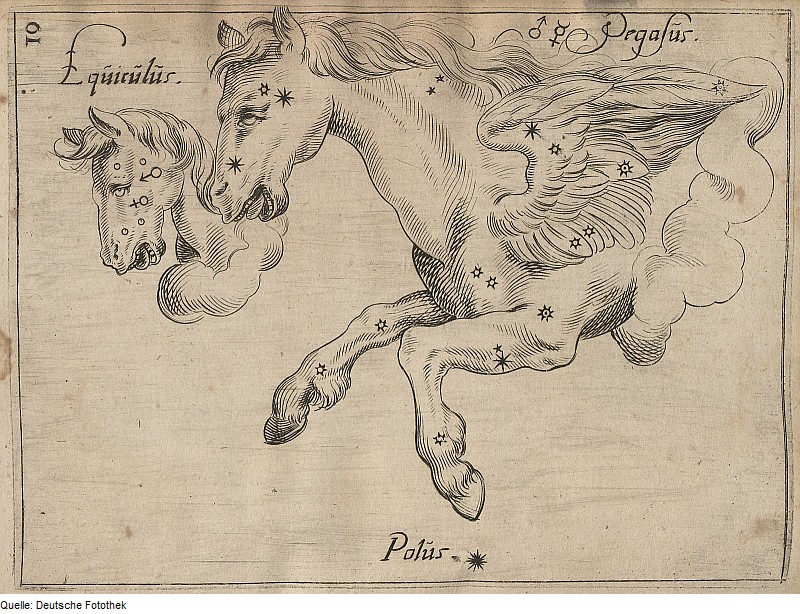
A Csikó csillagkép

A Csikó (latin: Equuleus) egy csillagkép.

## Története, mitológia
A görög mitológiában a gyors Csikó az utóda vagy testvére Pégaszosznak.
Magyarul kis ló vagy csikó a neve, és a csillagképek közül a második legkisebb. Ptolemaiosz sorolta be az 1. században az akkor még csak 48 csillagkép közé. Merkúr adta Kasztórnak. A Csikót gyakran  nevezik Equus Primus-nak vagy Első Ló-nak, mert a csillagai a Pegasust megelőzve kelnek.

## Látnivalók

### Csillagok

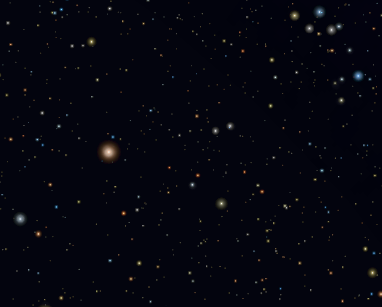
A Csikó csillagkép

- α Equulei – Kitalpha (Csikó): 3,92 magnitúdójú, 186 fényévnyire van a Földtől,
- γ Equ: enyhén változó, sárgásfehér színű, 4,7m-s csillag, egy 6,1m-s kísérővel alkot tág kettőst
- ε Equ,  egy ötöd- és egy hetedrendű komponensből álló kettős, 101 évenként kerülik meg egymást. A megfigyelésükhöz  közepes nyílású távcső szükséges.
- δ Equ: kettős, a komponensei 5,7 év alatt kerülik meg egymást. A két komponens legnagyobb távolsága egymástól 0,35 szögmásodperc.

### Mélyég-objektumok
- NGC 7015
- NGC 7040
- NGC 7045
- NGC 7046

## Fordítás
- Ez a szócikk részben vagy egészben  az   Equuleus című angol Wikipédia-szócikk fordításán alapul.  Az eredeti cikk szerkesztőit annak laptörténete sorolja fel. Ez a jelzés csupán a megfogalmazás eredetét és a szerzői jogokat jelzi, nem szolgál a cikkben szereplő információk forrásmegjelöléseként.